# 마르가리타 초마코바
마르가리타 게오르기에바 초마코바(불가리아어: Маргарита Георгиева Чомакова, 1988년 11월 27일 ~ )는 불가리아의 펜싱 선수로 주 종목은 사브르이다. 모스크바에서 열린 1980년 하계 올림픽과 서울에서 열린 1988년 하계 올림픽의 남자 사브르 경기에 출전한 게오르기 초마코프의 딸이다.
런던에서 열린 2012년 하계 올림픽에서 불가리아를 대표로 출전한 유일한 펜싱 선수였다. 이 대회에서 여자 사브르 개인전에 출전하였는데, 32강전에서 우승 후보들 중 한 명으로 손꼽히는 우크라이나의 올하 하를란에게 8-15로 패하였다.
초마코바는 오하이오 주립 대학교 펜싱팀의 일원으로, 이 대학교에서 국제경영을 전공했다.